# Zonitoides jaccetanicus
Zonitoides jaccetanicus е вид коремоного от семейство Gastrodontidae. Видът е застрашен от изчезване.

## Разпространение
Разпространен е в Испания.